# 蚕豆嘧啶
蚕豆嘧啶（英語：Divicine，也称为2,6-二氨基-4,5-二羟基嘧啶）是一种在蚕豆（学名：Vicia faba）和家山黧豆（学名：Lathyrus sativus）中发现的生物鹼，是蚕豆嘧啶葡糖苷的糖苷配基，通常情况下是以嘧啶酮式（2,6-二氨基-1-氢-5-羟基-4-嘧啶酮）或嘧啶二酮式互变异构体（2,6-二氨基-1,3-二氢-4,5-嘧啶二酮）存在。